# 超新星残骸

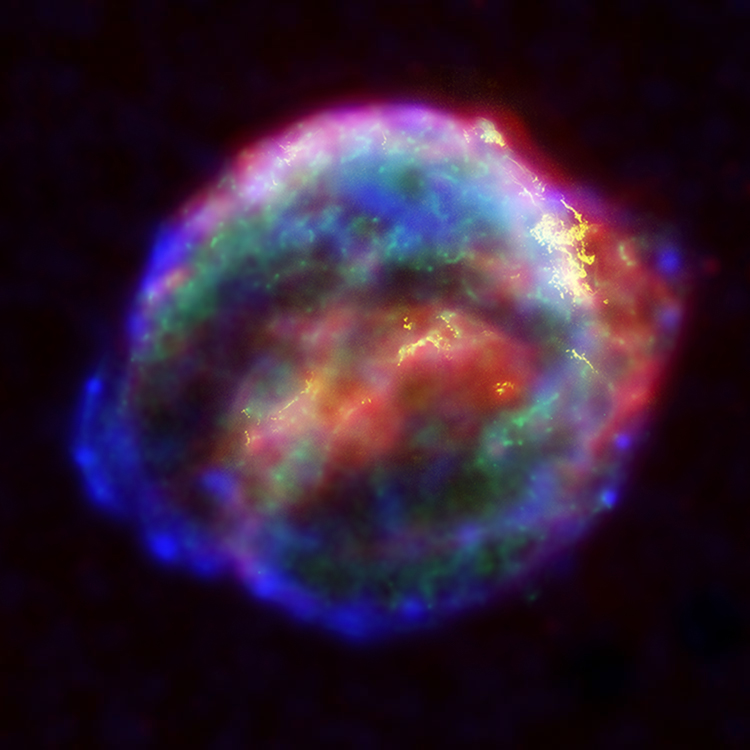
ケプラーの超新星SN 1604の超新星残骸の多波長合成画像

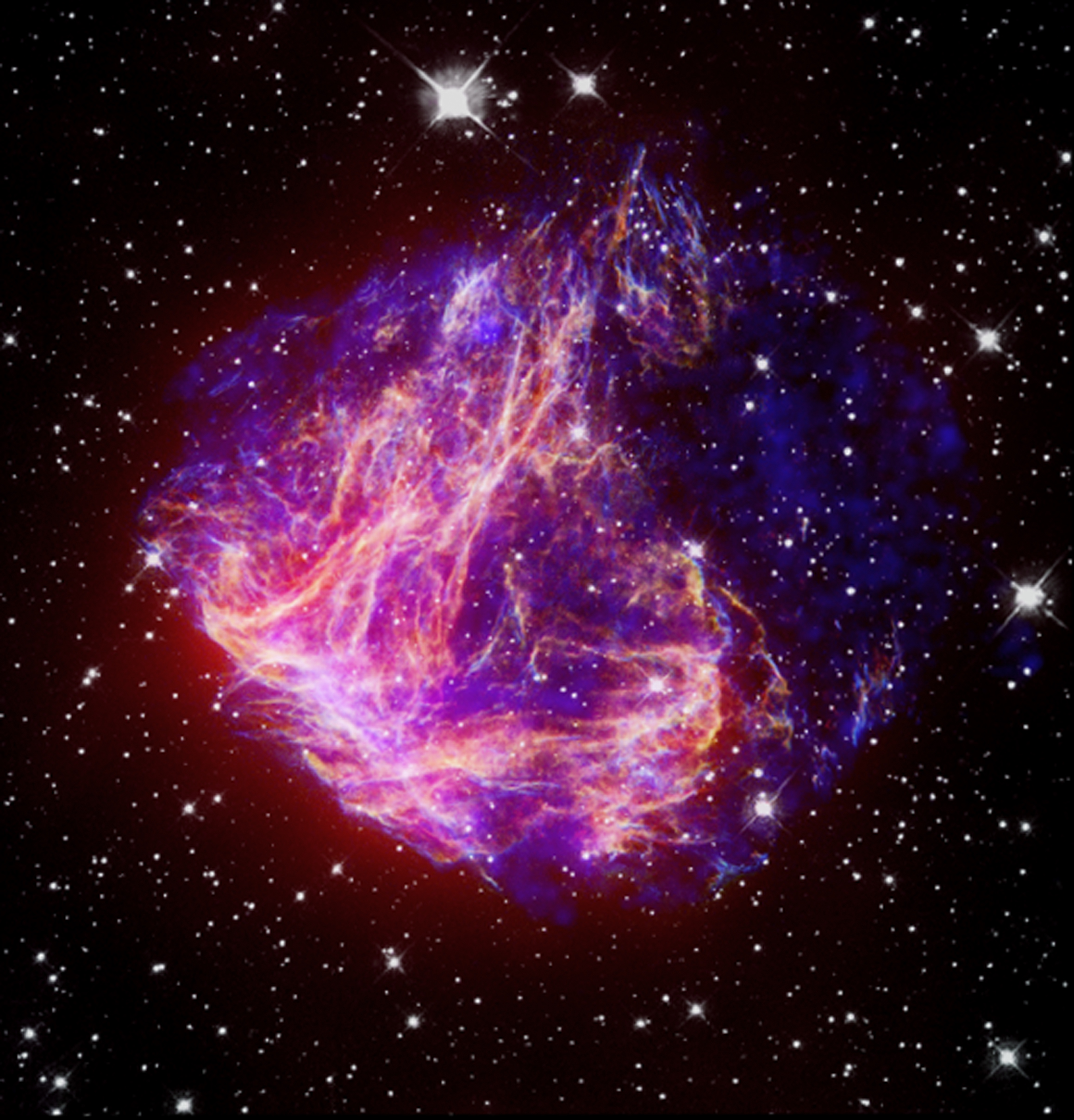
大マゼラン雲の超新星残骸N49の多波長合成画像

超新星残骸（ちょうしんせいざんがい、supernova remnant、SNR）は、恒星が超新星爆発した後に残る構造である。超新星残骸は、爆発により拡張する衝撃波によって区切られ、恒星からの噴出物と星間物質によって構成される。
恒星が超新星爆発に至るには主に2つの道がある。
- 大質量の恒星が燃料を使い果たし、中心核での核融合によるエネルギー生成を止めた結果、中性子星、ブラックホールを形成するような重力崩壊が起きた場合。
- 連星系をなす白色矮星に相手の恒星から降り積もった物質が臨界質量に達した結果、熱核融合の暴走が起きた場合。

いずれの場合においても、超新星爆発は、光速の10%、即ち30,000km/sもの速さで、恒星物質のほとんど全てを吹き飛ばす。これらの噴出物は超音速となり、星間物質の温度は10,000K、速度はマッハ1000以上にも達すると推測されている。そのため、噴出物の前面には強い衝撃波が形成され、プラズマを数百万K以上に加熱する。衝撃波は徐々に遅くなるが、音速以下に落ちるまでに数十万年に渡り数十パーセク以上の領域に広がる。
最も良く観測された若い超新星残骸の1つは、1987年2月に大マゼラン雲で発生したSN 1987Aによって形成されたものである。他によく知られた超新星残骸としては、かに星雲、増光を記録したティコ・ブラーエから名付けられたSN 1572による超新星残骸ティコ、ヨハネス・ケプラーから名付けられたSN 1604による超新星残骸ケプラー等がある。既知の最も若い超新星残骸は、銀河系の中心で発見されたG1.9+0.3残骸である。

## 段階
超新星残骸の膨張は、以下の段階を経る。
1. 爆発によって生じた衝撃波は、膨張しながら星間物質を掃きためていく。この掃きためられた物質の質量が、爆発によって放出された噴出物の質量よりも小さい限り、衝撃波は減速がほとんどされずに自由に膨張を続ける。この段階は自由膨張期と呼ばれ、星間物質の密度に依存して数十年から数百年続く。
2. 掃きためられた星間物質の質量が噴出物の質量を上回ると、星間物質による減速が効き始めて衝撃波の発展はSedov-Taylor期に入る。衝撃波近傍には高温で厚みの薄い殻が形成され、この部分からX線が放射される。この期間は数万年程度続く。
3. 殻が冷え、数百万Kの熱い内部を包む薄く（1パーセク以下）、高密度（100万～1億原子/m3）の殻が形成される。これは、圧力による除雪段階である。殻は、再結合したイオン化水素とイオン化酸素からの可視光放射によってはっきりと見ることができる。
4. 内部が冷え、殻は自身の運動量によって膨張し続ける。この段階は、中性水素原子からの電子放射によって観測できる。
5. およそ数十万年から百万年後、超新星残骸の膨張の速度が星間物質の音速と同程度となるため、衝撃波は弱まって消える。最終的に星間物質と混ざり合う。

## 超新星残骸の種類
超新星残骸は電波とX線の特徴により4つの種類に分類される。
- 電波とX線でシェル状に観測されるシェル型。例えばカシオペヤ座A。
- 残骸内部のパルサー星雲による電波とX線で中心部分が明るく見えるプレリオン型。例えばかに星雲。
- 上記の両方の特徴を併せ持つコンポジット型。例えばG11.2-0.3。
- 電波ではシェル状に観測されるが、X線ではパルサー星雲がないにもかかわらずシェル内部が明るく見えるMixed-morphology型 (Thermal compositeと呼ばれることもある)。例えばW28やW44。

## 宇宙線の起源
超新星残骸は、銀河内の宇宙線の主な発生源の1つであると考えられている。宇宙線と超新星の関わりは、1934年にウォルター・バーデとフリッツ・ツビッキーが初めて指摘した。1964年、ヴィタリー・ギンツブルクとセルゲイ・シロワツキーは、超新星残骸中の宇宙線の加速の効率性が約10%だとすると、銀河系内における宇宙線の消失が補償されることに気づいた。この仮説は、エンリコ・フェルミのアイデアによる「衝撃波加速」と呼ばれる特殊な機構によって支持された。
実際に、エンリコ・フェルミは1949年に、星間物質内の磁場の雲と粒子の衝突による宇宙線の加速についてモデル化した。「二次フェルミ加速」として知られるこの過程では、正面衝突によって粒子のエネルギーは一定に増加する。後者のモデルは、強力な衝撃波面で形成される。衝撃波面を繰り返し横切る粒子は、エネルギーが大幅に増加しうる。この現象は、「一次フェルミ加速」として知られている。
超新星残骸は、超高エネルギー宇宙線の生成に必要な高エネルギーの衝撃波面を形成しうる。X線によるSN 1006の超新星残骸の観測で、この天体が宇宙線の発生源となっていることに矛盾しないシンクロトロン放射を示した。しかし、約1015 eVを超えるエネルギーは、超新星残骸では十分なエネルギーを供給できず、異なる機構が必要である。
超新星残骸が宇宙線をPeVまで加速できるか否かについては、未だはっきり分かっていない。将来建設されるチェレンコフ望遠鏡アレイは、この問題に答えを出すこと助けになることが期待されている。

## ギャラリー

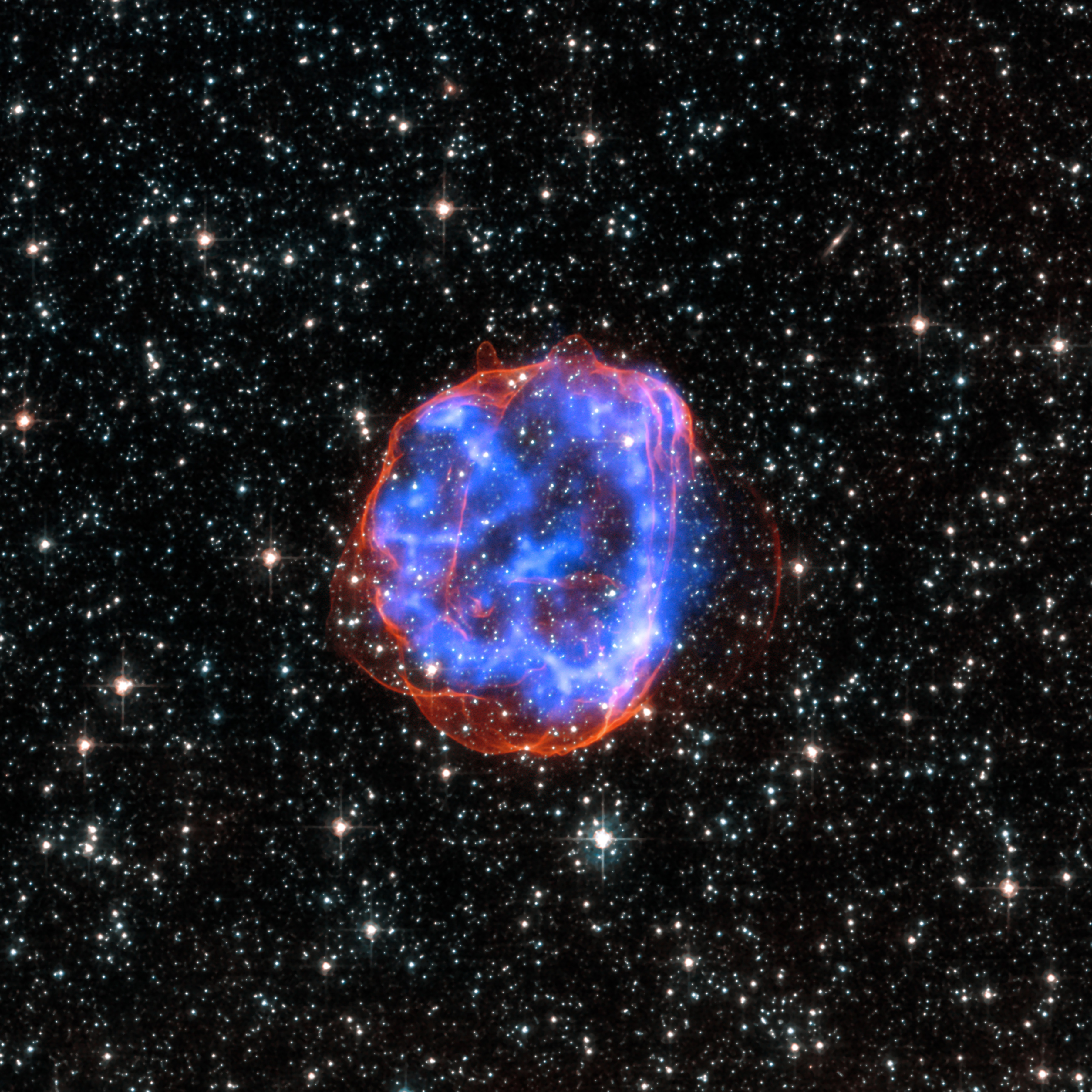
SNR E0519-69.0
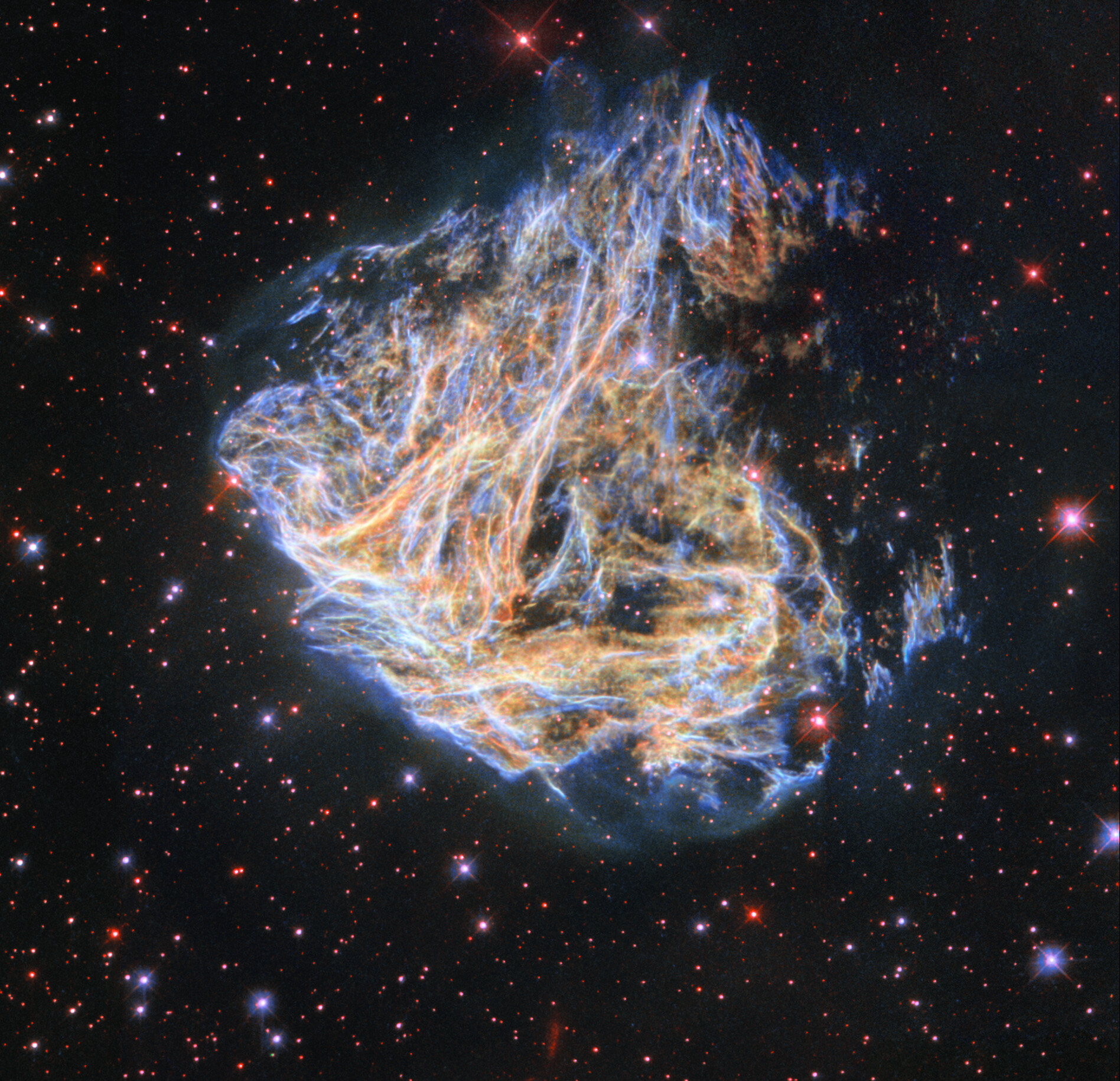
超新星残骸 DEM L 190